# Ист Шорам (Њујорк)
Ист Шорам (енгл. East Shoreham) насељено је место без административног статуса у америчкој савезној држави Њујорк.

## Демографија
По попису из 2010. године број становника је 6.666, што је 857 (14,8%) становника више него 2000. године.
| Група             | 2000.         | 2010.         |
| Белци             | 5.376 (92,5%) | 6.005 (90,1%) |
| Афроамериканци    | 70 (1,2%)     | 93 (1,4%)     |
| Азијати           | 88 (1,5%)     | 157 (2,4%)    |
| Хиспаноамериканци | 235 (4,0%)    | 364 (5,5%)    |
| Укупно            | 5.809         | 6.666         |